# 海尔纳德采采
海尔纳德采采，是匈牙利包尔绍德-奥包乌伊-曾普伦州所辖的一个村。总面积9.94平方公里，总人口201，人口密度20.2人/平方公里（2011年1月1日）。